# San Ferdinando di Puglia

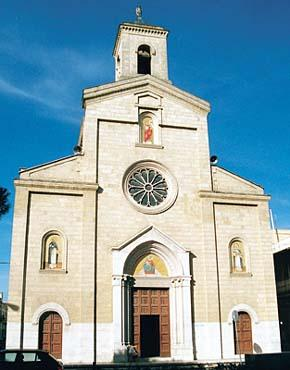
Kerk van San Ferdinando di Puglia

San Ferdinando di Puglia is een gemeente in de Italiaanse provincie Barletta-Andria-Trani (tot en met 2008: Foggia) (regio Apulië) en telt 14.457 inwoners (31-12-2004). De oppervlakte bedraagt 41,8 km², de bevolkingsdichtheid is 346 inwoners per km².

## Demografie
San Ferdinando di Puglia telt ongeveer 4972 huishoudens. Het aantal inwoners steeg in de periode 1991-2001 met 3,8% volgens cijfers uit de tienjaarlijkse volkstellingen van ISTAT.
| Jaar | Inwoneraantal |
| ---- | ------------- |
| 1991 | 13.840        |
| 2001 | 14.361        |

## Geografie
De gemeente ligt op ongeveer 64 m boven zeeniveau.
San Ferdinando di Puglia grenst aan de volgende gemeenten: Barletta (BA), Canosa di Puglia (BA), Cerignola, Trinitapoli.

## Geboren
- Emanuele Bombini (1959), wielrenner en ploegleider

Andria · Barletta · Bisceglie · Canosa di Puglia · Margherita di Savoia · Minervino Murge · San Ferdinando di Puglia · Spinazzola · Trani · Trinitapoli
1. ↑  https://demo.istat.it/?l=it.